# Ряшенцев, Юрий Евгеньевич
Юрий Евгеньевич Ряшенцев (по отцу — Якобсон, затем принял фамилию отчима; род. 16 июня 1931 года, Ленинград) — советский и российский поэт, прозаик и сценарист, автор стихов к песням для театра и кино, мастер мюзикла, переводчик. С 1970 года — член Союза писателей России. С 1989 года — член русского ПЕН-центра. Трёхкратный победитель Всесоюзных конкурсов по стихотворному переводу. Лауреат Государственной премии имени Булата Окуджавы (2003).

## Биография
Юрий Ряшенцев родился в Ленинграде, но с трёхлетнего возраста жил в Москве. Его мать, Ксения Александровна Кимберг, работала художником по трикотажу. Отец, Евгений Львович Якобсон, руководивший одним из госрыбтрестов на Дальнем Востоке, был репрессирован и расстрелян в 1938 году. Перед началом Великой Отечественной войны Ксения Александровна вышла замуж за Евгения Александровича Ряшенцева, и будущий поэт получил фамилию и отчество от своего отчима.
В 1941—1943 годах Юрий находился в эвакуации в Оренбурге (тогда называвшемся Чкалов), Павловке и Нежинке Оренбургской области.
По окончании школы Юрий Ряшенцев планировал поступать в МГУ, но, будучи сыном и пасынком репрессированных (Евгений Александрович Ряшенцев был арестован в 1949 году), практически не имел на это шансов. Тогда вместе со своими друзьями по волейболу Юрий поступил в Московский педагогический государственный университет, где учился вместе с будущим режиссёром Петром Фоменко и бардами Юрием Визбором и Юлием Кимом Ряшенцев окончил университет с отличием в 1954 году. После этого семь лет преподавал в школе, из них три года в школе для трудных подростков.
С 1955 года Ряшенцев начал публиковать свои произведения в первых номерах только что созданного журнала «Юность», хотя прежде не позволял себе всерьёз увлекаться поэзией. В 1962 году был приглашён в качестве литературного сотрудника и члена редколлегии в отдел поэзии этого журнала и вплоть до 1990-х годов работал в редакции с молодыми поэтами. Юрия Евгеньевича считают своим учителем поэты Инна Кабыш, Алексей Дидуров, Вера Павлова, Виктория Иноземцева. Он приложил руку к литературным опытам Владимира Вишневского и Виктора Шендеровича.
Ряшенцев — автор шести сборников стихотворений. Его стихотворения были напечатаны практически в каждом из центральных литературных журналов. Первый сборник вышел в 1967 году под названием «Очаг». С 1970 года Юрий Евгеньевич является членом Союза писателей России, а с 1989 года — членом русского ПЕН-центра.
В 1973 году Юрий Ряшенцев вместе с Марком Розовским инсценировал повесть Н. Карамзина «Бедная Лиза», в том же году поставленную Розовским на Малой сцене Большого драматического театра; в 1975 году, вновь в соавторстве с Розовским, создал сценическую композицию по рассказу Л. Толстого «Холстомер» — «История лошади» стала одним из самых знаменитых спектаклей товстоноговского БДТ.
В 1975 году на стихи Юрия Ряшенцева «Голос Сказки» был создан мультфильм-притча «Одуванчик» о маленьком мальчике, которому приснился сон о смысле жизни. Автор сценария А. Шаров, режиссёр Ю. Клепацкий.
С 1960-х годов занимался художественным переводом, став победителем трёх Всесоюзных конкурсов на лучший перевод. Он переводил на русский язык стихотворения украинских, армянских, грузинских, бурятских поэтов, написал русские тексты к песням из мюзикла Александра Басилая «Аргонавты». На протяжении многих лет пользуются большой популярностью его песни для фильмов «Д’Артаньян и три мушкетёра» и «Гардемарины, вперёд!», а также «Будьте моим мужем», «Рецепт её молодости», «Весёлая хроника опасного путешествия», «Путешествие мсье Перришона», «Забытая мелодия для флейты», «Остров погибших кораблей», «Самоубийца», «Простодушный», «Старые клячи».
Однако же фильм режиссёра Георгия Юнгвальд-Хилькевича «Д’Артаньян и три мушкетёра», к которому Юрий Ряшенцев написал все тексты песен, ему самому долгое время не нравился:

В одном из интервью поэт рассказал об этом: «Этот фильм мне не очень нравился. Я не находил в нём того „шампанского“, той тонкости и лёгкости, которые должны сопутствовать экранизации „Трёх мушкетёров“. Я же, со своей стороны, старался сохранить эти свойства в стихах. И не пытался притворяться французом. Хотя, как ни странно, что-то из мушкетёрского быта было мне близко. Я пережил войну. Я помню ночные улицы Москвы, когда, учась во вторую смену, возвращался из школы домой. По дороге на меня и моих одноклассников нападала шпана с Усачёвского рынка, которую можно было рассматривать как „гвардейцев кардинала“, и нам, „мушкетёрам“, это давало основания для дружбы.Но прошли годы, фильм не устают показывать. И теперь я к фильму хорошо отношусь».
Своими любимыми песенными текстами считает «Ланфрен-ланфра» из фильма «Гардемарины, вперёд!», «Арго» из фильма «Весёлая хроника опасного путешествия» и «Бастилия» из фильма «Простодушный».
Как поэт-песенник Юрий Ряшенцев много сотрудничал с такими композиторами, как Эдуард Артемьев, Давид Тухманов, Максим Дунаевский, Виктор Лебедев, Александр Басилая, Анатолий Кролл, Александр Журбин, Юрий Саульский, Владимир Давыденко, Георгий Гаранян, Теодор Ефимов, Александр Зацепин, Эдисон Денисов, Андрей Петров. В кинофильмах, спектаклях и на эстраде песни на его стихи исполняют известные артисты, в числе которых Михаил Боярский, Николай Караченцов, Алиса Фрейндлих, Андрей Миронов, Людмила Гурченко, Дмитрий Харатьян, Павел Смеян, Владимир Качан, Игорь Скляр, Николай Носков, Валентин Гафт, Сергей Маховиков, Зиновий Гердт, Лариса Долина, Александр Абдулов, Елена Степанова, Виктор Раков, Александр Домогаров, Сергей Минаев, Владимир Пресняков, Кристина Орбакайте, Олег Анофриев, Ирина Понаровская, Армен Джигарханян, Елена Дриацкая, Лариса Голубкина, Елена Камбурова, Светлана Крючкова, Ольга Кормухина, Валерий Ярёменко, Ролан Быков, Теона Дольникова и многие другие.
В 2000 году по просьбе Николая Караченцова для российско-грузинского музыкального проекта Ряшенцев написал стихи о Тбилиси, которые легли в основу песни «Синий балкон» (музыка — Нодара Николаишвили, исполнитель — Николай Караченцов).

Из воспоминаний Юрия Ряшенцева: «Коля Караченцов участвовал в одном российско-грузинском проекте и обратился ко мне с такой просьбой. Он попросил написать песню о Тбилиси. Я очень люблю Колю, поэтому его просьба была для меня почти законом, как говорится. В ту пору я уже не очень любил подтекстовки, переключился совсем на другие работы, но мне очень хотелось, чтобы Коля Караченцов что-то спел, что я написал бы конкретно для него. И тут я вспомнил то, что меня всегда поражало в городе — это обилие синего цвета в резных деревянных балконах. В Тбилиси много домов с резными узорами, и мне они попадались почему-то, как правило, синего цвета. И там была, как сейчас помню, площадь, на которую выходило здание с этими синими балконами с резьбой, и на них висели яркие красные перцы. До сих пор для меня Тбилиси — это синий балкон с красными перцами на нём».
В 1994 году Ряшенцев написал роман «В Маковниках. И больше нигде», который был издан в 2001 году. С 1996 года работает в соавторстве с супругой Галиной Полиди. Они являются авторами русской версии мюзикла «Метро», либретто опер «Царица» Давида Тухманова, «Альберт и Жизель» Александра Журбина, «Преступление и наказание» Эдуарда Артемьева, мюзикла «Раба любви» и других произведений для кино и театра.
За работу над мюзиклом «Шербургские зонтики», поставленном в Санкт-Петербургском музыкальном театре «Карамболь», Ряшенцев и Полиди были удостоены Национальной премии «Музыкальное сердце театра» в номинации «Лучший текст песен (автор / перевод)» (2009 год).
18 декабря 2013 года в «ДК им. Ленсовета» (г. Санкт-Петербург) была представлена российская версия польского мюзикла «Пола Негри» в 3D-формате, стихи и либретто к которой были написаны Юрием Ряшенцевым и Галиной Полиди 17 сентября 2014 года прошла московская премьера этого мюзикла в Центральном академическом театре Российской армии.
17 марта 2016 года в Московском театре мюзикла состоялась премьера рок-оперы «Преступление и наказание» (режиссёр-постановщик — Андрей Кончаловский, композитор — Эдуард Артемьев, автор либретто и стихов всех музыкальных номеров — Юрий Ряшенцев).
В октябре 2018 года Юрий Ряшенцев снялся в пятисерийном документальном фильме «Пока ещё мы вместе, или Мушкетёры сорок лет спустя» (режиссёр Вячеслав Каминский, автор сценария Максим Фёдоров), посвящённом созданию картин Георгия Юнгвальд-Хилькевича «Д’Артаньян и три мушкетёра», «Мушкетёры двадцать лет спустя», «Тайна королевы Анны, или Мушкетёры тридцать лет спустя» и «Возвращение мушкетёров, или Сокровища кардинала Мазарини». Премьера фильма состоялась 14 февраля 2020 года в Белом зале Центрального Дома кино.
В сентябре 2020 года Московский академический театр сатиры открыл сезон премьерой спектакля «Дамское счастье» по роману Эмиля Золя, либретто к которому написали Юрий Ряшенцев и Галина Полиди.
12 мая 2021 года Культурным фондом Николая Караченцова в Московском Доме книги на Новом Арбате был организован юбилейный вечер Юрия Ряшенцева, посвящённый его 90-летию режиссёром-постановщиком которого выступила близкая подруга семьи Караченцовых — композитор и поэтесса Елена Суржикова, К участию в программе были привлечены Михаил Боярский, Вениамин Смехов, Валентин Смирнитский, Людмила Поргина, Александр Левшин, Антон Макарский, Виктория Макарская, Юлий Гусман, Рада Рай.
Весной 2024 года Юрий Ряшенцев впервые запел (в возрасте 92-х лет), записав дуэтом с Раисой Саед-Шах песню «Потом» на собственные стихи.
Живёт и работает в Москве.

## Общественная позиция
В марте 2014 года вместе с рядом других деятелей науки и культуры выразил своё несогласие с политикой российской власти на востоке Украины и в Крыму.

## Факты
- С 2008 года в пос. Нежинка Оренбургского района Оренбургской области есть улица Юрия Ряшенцева[8].
- Пародию на стихотворение Юрия Ряшенцева

Площадь круга... Площадь круга... Два пи эр.
- Где вы служите, подруга?
- В АПН.
написал Александр Иванов

### Семья
- Первый раз Юрий Ряшенцев женился в институте (с женой прожили полтора года)[37].
- Вторая жена — Ольга Яковлевна Батракова (род. 23 июля 1937) — член Союза кинематографистов РФ, литературный редактор на «Мосфильме».
- Третья жена — Галина Борисовна Полиди (род. 30 апреля 1960) — либреттист.
- Дочь — Мария Шенгелая (род. 1962), жена актёра Кирилла Козакова.
- Сын — Евгений Ряшенцев (род. 2 февраля 1976) — окончил продюсерский факультет ВГИКа, работает исполнительным продюсером[7].
- Две внучки (дети Евгения Ряшенцева).

## Творчество

### Стихи и проза
- «Очаг» (стихи). М., Молодая гвардия, 1967
- «Часы над переулком» (стихи) М., Советский писатель, 1972
- «Иверская сторона» (стихи и переводы) Тбилиси, 1981
- «Високосный год» (поэма) М., Советский писатель, 1983
- «Дождливый четверг» (стихи) М., Советский писатель, 1990
- «Слава Богу, у друзей есть шпаги!..» (сборник стихотворений, 1997)
- «Прощание с империей» (сборник стихотворений, 2000)
- «В Маковниках и больше нигде» (2001)
- «Любовные долги» (сборник стихотворений, 2000)
- «Ланфрен-Ланфра» (сборник стихотворений, 2002)
- «Избранное» (2008)
- «Царь горы» (поэма, 2008)
- «В кружащей лодке» (сборник стихотворений, 2019)
- «Емелино озеро» (сборник стихотворений, 2020)
- «Часовая стрелка» (сборник стихотворений, 2021)

Переводы
- Бадаев А. Д. Стихи. / Пер. с бурятского Ю. Ряшенцева. Улан-Удэ, 1973
- Лордкипанидзе З. С. Тихий витязь. / Пер с грузинского Ю. Ряшенцева. Тбилиси, 1974

### Стихи к спектаклям и театрализованным представлениям
- 1973 — «Бедная Лиза», по мотивам повести Н. Карамзина (Большой драматический театр, постановка Марка Розовского)
- 1974 — «Три мушкетёра», по мотивам романа А. Дюма (Московский ТЮЗ, постановка Александра Товстоногова)
- 1975 — «История лошади», по повести Л. Толстого «Холстомер» (Большой драматический театр, постановка Георгия Товстоногова)
- 1978 — «Убивец»
- 1979 — «Леди Макбет Мценского уезда»
- 1980 — «Дороже жемчуга и злата»
- 1982 — «О, милый друг!..»
- 1984 — «Дракон» Е. Шварца
- 1984 — «Мымра»
- 1988 — «Гамбринус»
- 1988 — «Геркулес и авгиевы конюшни» Ф. Дюрренматта («Сатирикон», постановка К. Райкина, А. Аркадина-Школьника)
- 1991 — «Саломея, царевна иудейская», по мотивам пьесы О. Уайльда
- 1992 — «Романсы с Обломовым», по мотивам романа И. Гончарова (Театр «У Никитских ворот» (Москва), постановка Марка Розовского)
- 1995 — «Укрощение укротителя»
- 1997 — «Роковые яйца», по рассказу М. Булгакова
- 1998 — «Бюро счастья», по мотивам рассказа А. Кристи «Случай с женщиной среднего возраста» (постановка А. Житинкина)
- 1999 — «Невидимка»
- 1999 — «Метро»
- 2003 — «Собаки»
- 2004 — «Необычайные приключения Тома Сойера и Гекльберри Финна»
- 2004 — «Пиросмани»
- 2005 — «Я, бабушка, Илико и Илларион»
- 2009 — «Шербургские зонтики»
- 2009 — «Царица» (Екатерина Великая)
- 2010 — «Огни большого города»
- 2011 — «С любовью не шутят»
- 2011 — «Пенелопа, или 2+2»
- 2011 — «Звуки музыки»
- 2012 — «Альберт и Жизель»
- 2012 — «Средства от наследства» (Таланты и наследники)
- 2012 — «Три мушкетёра» (ледовое шоу)
- 2013 — «Приключения Рыжика»[38]
- 2013 — «Пола Негри»
- 2016 — «Преступление и наказание» (Московский театр мюзикла, постановка А. Кончаловского)
- 2019 — «Убивец» (Московский Государственный Театр «У Ники́тских воро́т», постановка М. Розовского)
- 2020 — «Дамское счастье», по мотивам романа Э. Золя (Театр сатиры, постановка Марии Тихоновой)
- 2021 — «Три мушкетёра» (Московский Государственный Театр «У Ники́тских воро́т», постановка М. Розовского)

### Фильмография

#### Стихи и тексты песен
- 1963 — «Знакомьтесь, Балуев!»
- 1966 — «Встреча в горах»
- 1976 — «Такие разные характеры»
- 1977 — «Перед экзаменом»
- 1978 — «Д’Артаньян и три мушкетёра»
- 1980 — «Дороже жемчуга и злата»
- 1981 — «Будьте моим мужем»
- 1983 — «Рецепт её молодости»
- 1984 — «Аплодисменты, аплодисменты...»
- 1985 — «Золотая рыбка»
- 1986 — «Весёлая хроника опасного путешествия»
- 1986 — «Путешествие мсье Перришона»
- 1987 — «Гардемарины, вперёд!»
- 1987 — «Остров погибших кораблей»
- 1987 — «Забытая мелодия для флейты»
- 1989 — «Беспредел»
- 1990 — «Самоубийца»
- 1991 — «Виват, гардемарины!»
- 1992 — «Гардемарины 3»
- 1992 — «А вот и я!..» (короткометражный)
- 1993 — «Балерина»
- 1994 — «Простодушный»
- 1996 — «Ангел с окурком»
- 1996 — «Умереть от счастья и любви»
- 1998 — «Привет от Чарли-трубача»
- 1999 — «Что сказал покойник»
- 2000 — «Игра в любовь»
- 2000 — «Старые клячи»
- 2000 — «Зависть богов»
- 2001 — «Женское счастье»
- 2004 — «Иванов и Рабинович»
- 2005 — «Сатисфакция»
- 2006 — «Андерсен. Жизнь без любви»
- 2008 — «Виват, Анна!»
- 2009 — «Мужчина в моей голове»
- 2011 — «Лето индиго — необыкновенная история»[39]
- 2013 — «Не бойся, я с тобой! 1919»[40]
- 2020 — «Гардемарины 1787. Мир»
- 2023 — «Гардемарины 1787. Война»

#### Сценарист
- 1978 — «Бедная Лиза» (фильм-спектакль)
- 1986 — «Весёлая хроника опасного путешествия»
- 1992 — «А вот и я…» (короткометражный)
- 1992 — «Гамбринус» (фильм-спектакль)
- 1996 — «Ангел с окурком»

#### Роли в кино
- 1987 — «Забытая мелодия для флейты» — эпизод (в сцене, где В. Гафт исполняет «Куплеты бюрократа в электричке»)

#### Участие в фильмах
- 2019 — «Пока ещё мы вместе, или Мушкетёры сорок лет спустя» (документальный)

### Дискография
- 1983 — Мюзикл «Три мушкетёра» (винил)[41]
- 1985 — Музыка из кинофильма «Рецепт её молодости» (винил)
- 1987 — «Путешествие месье Перришона» (винил)[42][43]
- 1988 — «Аргонавты» (винил)
- 1988 — «Гардемарины, вперёд!» (винил)
- 1995 — Мюзикл «Три мушкетёра» (2 CD)
- 1997 — «Антология киношлягера. Мюзиклы на стихи Юрия Ряшенцева» (CD)
- 2000 — «Антология киношлягера. Вперёд, гардемарины!» (CD)
- 2001 — «Д`Артаньян и три мушкетёра (Музыка и песни из телефильма)» (CD)[44][45]
- 2007 — Рок-опера «Преступление и наказание» (2 CD)[46]

## Награды и премии
- Государственная премия имени Булата Окуджавы 2002 года (13 февраля 2003)[47]
- Международная премия им. М. Ю. Лермонтова[13]
- Национальная премия «Музыкальное сердце театра» (2009)[21]
- Премия журнала «Арион» (1995)[48]
- Национальная премия «Книга года — 2021» (за поэтический сборник «Емелино озеро»)